# Rhopalosiphum momo
Rhopalosiphum momo är en insektsart. Rhopalosiphum momo ingår i släktet Rhopalosiphum och familjen långrörsbladlöss. Inga underarter finns listade i Catalogue of Life.